# Elisabet de Nassau-Siegen
Elisabet de Nassau-Siegen (en alemany Elisabeth von Nassau-Siegen) va néixer al palau de Dillenburg (Alemanya) el 8 de novembre de 1584 i va morir a Landau el 26 de juliol de 1661. Era una noble alemanya filla del comte Joan VII (1561-1623) i de Magdalena de Waldeck-Wildungen (1558-1599).

## Matrimoni i fills
El 18 de novembre de 1604 es va casar a Wildungen amb Cristià de Waldeck-Wildungen, fill del comte Josies de Waldeck-Eisenberg (1554-1588) i de Maria de Barby-Mühlingen (1563-1619). El matrimoni va tenir 16 fills: 
- Maria Magdalena (1606-1671), casada amb Simó II de Lippe (1587-1627).
- Sofia Juliana (1607-1637), casada amb Hermann de Hessen-Rotenburg.
- Anna Augusta (1608-1658), casada amb Joan I de Sayn-Wittgenstein (1601-1657).
- Elisabet (1610-1647), casada amb Guillem Wirich de Daun-Falkenstein (1613-1682)
- Maurici (1611-1617).
- Caterina (1612-1649), casada primer amb Simó Lluís de Lippe, i després amb Felip Lluís de Holstein-Wiesenburg.
- Felip VII (1613-1645), casat amb Anna Caterina de Sayn-Wittgenstein (1610-1690).
- Cristina (1614-1679), casada amb Ernest de Sayn-Wittgenstein-Homburg (1599-1649).
- Dorotea (1616-1661), casada amb Enric XIII de Leiningen-Falkenburg.
- Agnès (1617-1651), casada amb Joan Felip de Leiningen-Dagsburg.
- Sibil·la (1619-1678), casada amb Frederic Enric de Leiningen-Dagsburg-Hartenburg (1621-1698).
- Joana Àgata (1620-1636).
- Gabriel (1621-1624).
- Joan II (1623-1680), casat primer amb Alexandra Maria de Vehlen-Meggen, i després amb Enriqueta Dorotea de Hessen-Darmstadt.
- Lluïsa (1624-1665), casada amb Gerard Lluís d'Effern.